# Daniel Mikołajewski
Daniel Mikołajewski (ur. 1560, zm. 1633 w Dębnicy pod Gnieznem) – polski duchowny i teolog reformowany, senior zborów na Kujawach, współtłumacz Biblii gdańskiej, jednego z najpopularniejszych polskich przekładów Pisma Świętego. W 1603 roku jako autor trafił do pierwszego polskiego Indeksu Ksiąg Zakazanych powstałego z inicjatywy biskupa Bernarda Maciejowskiego. 

## Życiorys
Pięć lat studiował we Frankfurcie nad Odrą, następnie pracował w Heidelbergu jako nauczyciel dzieci z rodu Przyjemskich. Po powrocie do Rzeczypospolitej, w 1590 roku, opublikował rozprawę polemiczną przeciw Jakubowi Wujkowi pod tytułem O Sakramencie Ciała i Krwie Pańskiey. W 1591 roku został ordynowany na ministra w Radziejowie, gdzie mieszkał jego ojciec. W 1593 roku, w odpowiedzi na antyprotestanckie dzieło Stanisława Reszki Ministromachia, opublikował pod pseudonimem Jan Krzuski broszurę Vindiciae..., dedykowaną Świętosławowi Orzelskiemu, staroście radziejowskiemu wyznania luterańskiego. W 1597 roku został seniorem zborów reformowanych na Kujawach. W 1599 roku brał udział w zjeździe protestantów i dyzunitów w Wilnie (konfederacja wileńska), podczas którego spotkał się z pastorem Marcinem Janickim; po jego zakończeniu przeprowadził sześciogodzinną dysputę z jezuitą Marcinem Śmigleckim, której opis dedykował Andrzejowi Leszczyńskiemu. W 1601 roku udał się do Bazylei, gdzie studiowali syn i pasierb Leszczyńskiego; na życzenie wojewody spotkał się w Genewie z Teodorem de Bèze, któremu przedstawił obu młodzieńców.
W 1604 roku Danielowi Mikołajewskiemu oraz Janowi Turnowskiemu, seniorowi Jednoty czeskiej w Wielkopolsce, zlecono rewizję przekładu Nowego Testamentu, opracowanego przez Marcina Janickiego w 1600 roku. Nowy Testament został wydany w 1606 roku; nie wiadomo, w jakim stopniu tekst opiera się na tekście Janickiego. Daniel Mikołajewski kontynuował pracę nad przekładem wykorzystując tekst Poligloty antwerpskiej; cały tekst Biblii opublikowany został w 1632 roku.
W latach 1615–1627 pełnił urząd pastora w Izbicy Kujawskiej.
Jego przyjacielem był Jakub Gembicki, z którym działał na rzecz połączenia się z braćmi czeskimi.

## Dzieła
- O Sakramencie Ciała i Krwie Pańskiey (1590)
- Vindiciae... (1593)
- Dysputacyja wileńska, którą miał ks. Marcin Śmiglecki Soc. Iesu z ks. Danielem Mikołajewskim, sługą słowa bożego: de primatu Petri, a o jednej widomej głowie Kościoła Bożego (1599)
- Syncrisis abo zniesienie nauki Kościoła rzymskiego z ewangelicką, w przedniejszych artykułach wiary powszechnej krześcijańskiej. (1609)